# Bodenkolloide
Bodenkolloide sind grob verteilte Bodenteilchen, welche überwiegend negativ geladen sind. Dadurch binden sie vorwiegend Kationen und nur wenige Anionen. In der Regel werden unter Bodenkolloiden Tonminerale verstanden. Bestände keine Bindung zwischen Ion und Bodenkolloid könnte das Ion ausgewaschen werden. Aufgrund der geringen Bindungskapazität der Bodenkolloide bei Anionen liegen die Anionen in Lösung vor und können ausgewaschen werden. Es erfolgt aber stetiger Nachschub aus der flüssigen Phase des Bodens. Die Bodenkolloide fungieren also als Ionenspeicher bzw. -puffer.